# Jedlicska Pál
Jedlicska Pál (Alsólopassó, 1844. január 14. – Esztergom vagy Nagyszombat, 1917. február 26.) római katolikus plébános, kanonok, egyházi író, helytörténész.

## Élete
Apja azon volt, hogy a magyar nyelvet mielőbb elsajátítsa, ezért már kiskorától Mészáros István pusztavogyerádi esperes-plébánosnál nevelkedett. Gimnáziumi tanulmányait a nagyszombati érseki főgimnáziumban a teológiát Esztergomban végezte. Itt elnöke volt az esztergomi papnevelő magyar egyházirodalmi iskolájának. Ifjú kora miatt egy évre a pozsonyi szent Imre papnevelőbe küldték. 1866-ban szentelték pappá. Csesztén, majd 1869-től a budai Tabánban káplán. 1870-ben istvánfalvai, 1874-ben felsődiósi plébánossá, 1882-ben szomolányi egyházkerületi alesperessé és tanfelügyelővé, 1902-ben esztergomi kanonokká és nagyszombati érseki helynökké nevezték ki. 1903-tól címzetes prépost, 1908-tól nyitrai főesperes. 1908-tól az érseki papnevelde igazgatója, erről valamint az érseki helynökségről 1916-ban lemondott. Széles körű publicisztikai, egyházi és történetírói munkásságot fejtett ki.
1871-1874 között részt vett Pozsony vármegye bizottsági ülésein. 1873-ban az ő kezdeményezésére is, megalakult a Pozsonyvármegyei Régészeti Egyesület. Az 1873-as bécsi világkiállításra, Rómer Flóris megbízásából, Pozsony és Nyitra vármegyékből gyűjtött szlovák néprajzi anyagot (ezért a közreműködők érmét és díszoklevelét nyerte), valamint az országos műemlékek bizottságának felhívására 1872-1875 között vár- és középkori templomalaprajzokat, egyházi műrégiségrajzokat készített. 1875-ben Trefort Ágoston közoktatási és vallásügyi miniszter kinevezte őt az országos műemlékek bizottságának kültagjává. Plébános korában összegyűjtötte a környék régészeti és néprajzi emlékeit, melyeket a nagyszombati érseki főgimnázium két termében helyeztetett el. 1891-ben a Szent István Társulat igazgató-választmányi tagjává, 1894-ben pedig a Tudományos és Irodalmi Osztályának tagjává választotta. 1915-ben egyik alapítója volt a SZIA-nak. Kéziratait a nagyszombati jezsuita rendházban őrizték.
1915-ben részt vett Vaszary Kolos temetésén. Könyvekkel támogatta a Nyitrai Piarista Gimnáziumot.

## Művei
- 1874 Néhány szó törvényhozásunk szelleméről és a hazai katholikusok közel teendőiről. Budapest. (Különnyomat a Magyar Államból)
- 1879 Társadalmi testvérharcz a modern jogállam s kath. egyház között. Esztergom. Online
- 1881 XVI. Századi török-magyar levelek Pálffy Miklóshoz (A gr. Pálffy-család levéltárából), Történelmi Tár, 691-705.
- 1882 Kiskárpáti emlékek I. Hely- s művelődéstörténeti tanulmány - Vöröskőtől-Szomolányig. Budapest.
- 1882 Báró Pálffy Miklós jellemrajza, Budapest. (K. ny. a Századokból)
- 1885 A kereszténység alapja a valódi haladásnak. Budapest.
- 1891 Kiskárpáti emlékek II. Hely- s művelődéstörténeti tanulmány - Éleskőtől-Vágujhelyig. Eger.
- 1893 A keresztény szellem a társadalomban. Budapest. (Melléklet a Magyar Állam 19. számához.)
- 1897 Adatok erdődi báró Pálffy Miklós a győri hősnek életrajza és korához 1552-1600. Eger.
- 1899 Životopis Jána don Bosku. Nagyszombat.
- 1901 Társadalmi tekintély és keresztény nevelés. Budapest.
- 1904 Don Bosco János életrajza. Fr. kútforrásokból. Budapest.
- 1908 Eszmék és tanulságok. Budapest.
- 1910 Eredeti részletek gróf Pálffy-család okmánytárához (1401-1653) s gróf Pálffyak életrajzi vázlatai. Budapest.